# Andrzej Ciemniewski
Andrzej Ciemniewski herbu Prawdzic – poseł na sejm grodzieński (1793) z ziemi różańskiej.
Syn Jana Ciemniewskiego, sędziego ziemi różańskiej i Marianny Okęckiej. W 1794 ożenił się z Anielą Piotrowską. 
Kancelista Departamentu Skarbowego Rady Nieustającej. Drugi kancelista Wydziału Policji Kancelarii Straży Praw.
Był jednym z najwybitniejszych mówców patriotycznych na sejmie grodzieńskim w 1793 roku. Gwałtownie protestował przeciwko podpisaniu traktatu podziałowego z Imperium Rosyjskim. Przeforsował uchwałę sejmową, pozbawiającą pensji przebywających za granicą przywódców konfederacji targowickiej i dygnitarzy, którzy nie wypełniali swych funkcji urzędowych. 
W czasie insurekcji kościuszkowskiej był członkiem Rady Zastępczej Tymczasowej w Wydziale Skarbowym i Komisji Porządkowej Księstwa Mazowieckiego.